# Territori de Nutka

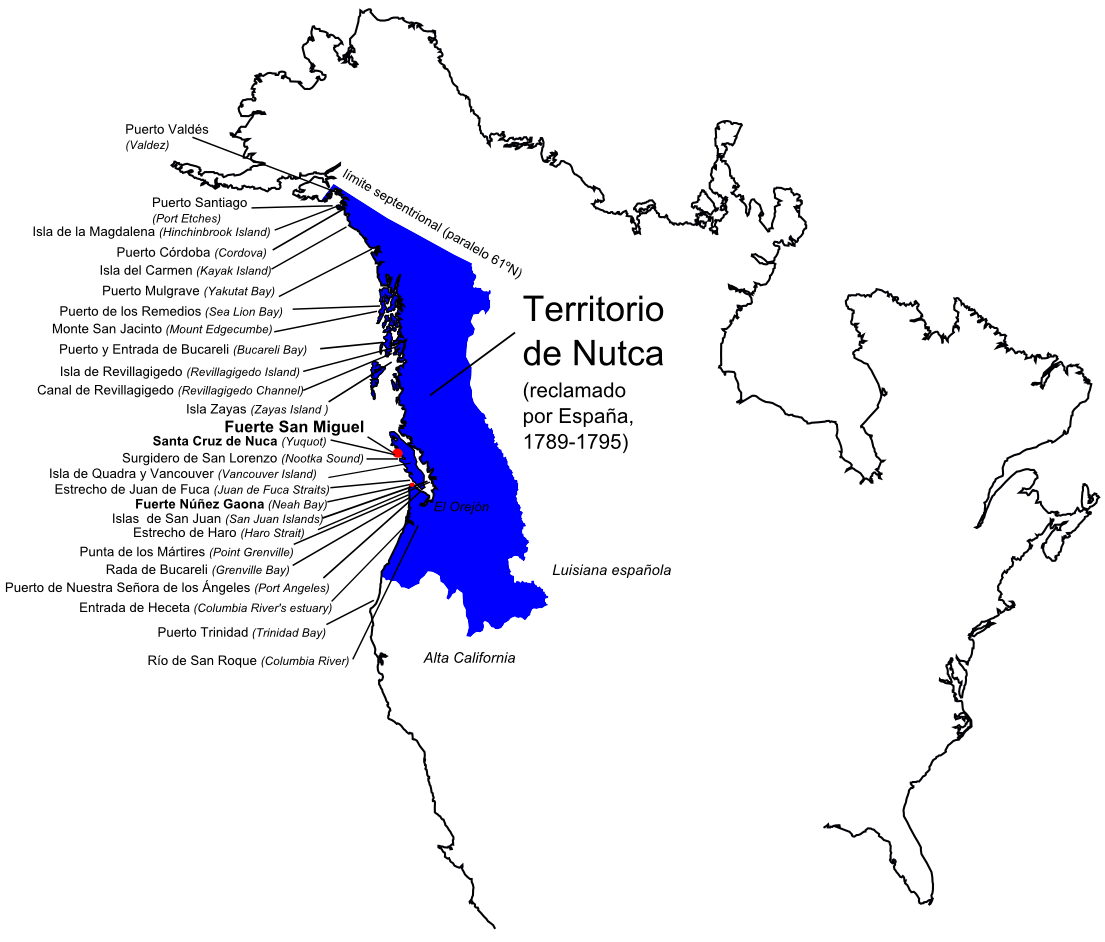
Territori de Nutca

El Territori de Nutka (o Sant Lorenzo de Nutca), comprenia les illes de Nutka, Quadra i Vancouver, Flores i unes altres de l'Estret de Geòrgia, així com la totalitat de l'actual Lower Mainland, a Columbia Britànica i la meitat sud d'aquesta província canadenca; així com gran part dels estats de Washington, Oregon, Idaho i Montana als Estats Units. Va ser governat des de la Ciutat de Mèxic des de 1789 fins 1795, data en què va passar a formar part del Virregnat de Nova Espanya.

## Història

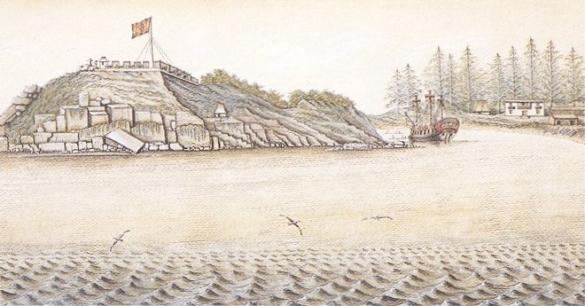
Fort de San Miguel, Sant Lorenzo de Nutka.

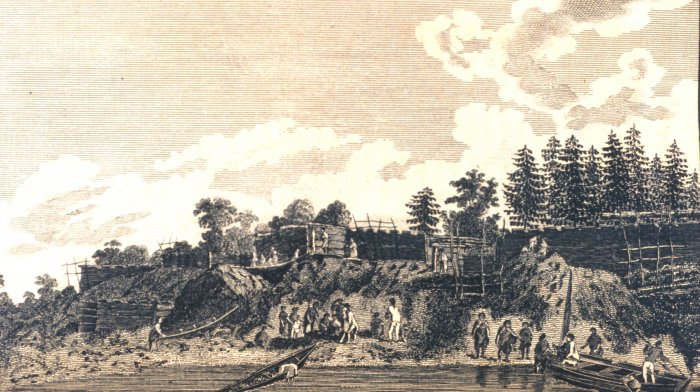
Vista de cases al Territori de Nutka. Viatges del Capità Cook, 1790.

Els minyons catalans sota el comandament d'Esteban José Martínez van construir el Fort de San Miguel en la badia de Nutka, actual illa de Vancouver. Aquest fort es trobava situat cap a les coordenades 49°37′00″N 126°37′00″O / 49.61667, -126.61667 per poder defensar aquesta possessió, el fort va ser ocupat per la Companyia de Voluntaris Catalans des de 1791 a 1795 quan va ser abandonat.
Les Convencions de Nutka de 1790, 1792 i 1793, van resoldre les diferències amb el Regne Unit retornant-li la possessió de les seves instal·lacions al territori, quedant alliberat el seu accés al mateix i sense definir la pertinença a cap estat, ja que Espanya i el Regne Unit podien establir-se a la zona. Encara que va quedar oberta a la colonització britànica la costa nord-occidental del Pacífic des d'Oregon fins a Alaska, el començament de les guerres napoleòniques a Europa van distreure els esforços colonitzadors.

## Tractat Adams-Onís
En aquella època, els Estats Units no reclamaven res en aquestes àrees, però van adquirir els drets espanyols a la zona mitjançant el Tractat Adams-Onís, signat el 1819. Els Estats Units van argumentar que havien adquirit els drets espanyols de propietat exclusiva a la zona. Aquesta posició va portar a un litigi amb el Regne Unit conegut com a disputa fronterera d'Oregon. El conflicte es va resoldre amb la signatura del Tractat d'Oregon el 1846, dividint el territori en disputa i establint el que seria el futur límit entre els Estats Units i el Canadà a l'oest de les Muntanyes Rocoses (paral·lel 49º00'N).